# Lê Phát An
Lê Phát An (chữ nho:黎發安, 1868-1946) là một nghiệp chủ nổi tiếng thập niên 30-40 ở Nam Kỳ. Ông là con trai của đại phú hộ Lê Phát Đạt, tức Huyện Sỹ, là một trong bốn đại phú hộ bậc nhất Sài Gòn (Nhất Sĩ - Nhì Phương - Tam Xường - Tứ Định).

## Sự nghiệp
Lê Phát An sinh ngày 12 tháng 12 năm 1868 tại Bình Lập, Tân An trong gia đình gồm 8 anh chị em của ông bà Philípphê  Lê Phát Đạt, tức Huyện Sỹ, và bà Agnes Huỳnh Thị Tài. ông là người con thứ ba. Tên Thánh của ông là Denis.
Năm 1883, ông được gia đình gửi sang học tại Ecole de Sainte Marie, Marseille, sau đó, ông tiếp tục học tại Lycée Saint-Charles. Sau khi tốt nghiệp bằng Tú Tài, năm 1887, ông về nước và tiếp quản công việc kinh doanh của cha mình. Ông An cũng được ông Lê Phát Đạt giao cho cai quản nhiều đất đai của gia tộc, trong đó có một khu đất rộng lớn của vùng Gia Định, nay là vị trí đất thuộc quận Gò Vấp, Thành phố Hồ Chí Minh. Ông đã biết phát triển sự nghiệp mà cha giao cho mình lên một mức cực thịnh nhất. Năm 1900, sau khi cha mình mất, ông kết hôn với bà Anna Trần Thị Thơ, quê quán Hanh Thông, Gò Vấp, là con của viên đốc phủ huyện Hóc Môn. 
Trong việc làm ăn kinh tế, ông đã nhạy bén trong lĩnh vực điện. Vì thế, khi ông đang làm giám đốc điều hành Công ty Điện Nước Đông Dương (Compagnie des Eaux et d'Electricité de l'Indochine), ông đã cho thiết lập Nhà máy Nhiệt điện Phan Thiết, Nhà máy điện Diesel Trà Vinh, và hệ thống Nhà đèn trải rộng khắp Campuchia. Ông cũng là thành viên danh dự của Hội Việt Nam Ngân Hàng.
Ngoài việc làm ăn kinh tế, Lê Phát An còn được người dân hết sức cổ súy. Ông luôn đi đầu trong việc thực hiện các chính sách đổi mới và đặc biệt là có quan hệ cực kỳ thân thích với Giáo hội Công giáo. Trong suốt cuộc đời, ông đã cũng đã bỏ tiền tài trợ cho các công trình của Giáo hội, cụ thể, ông đã đài thọ các công trình sau: nhà thờ Tân Hưng - Chợ Cầu (1907), mua đất từ vua Thành Thái tại Vũng Tàu, sau dâng cho Địa phận Saigon làm Trường Sư phạm Thánh Anna cho các soeur Dòng Mến Thánh Giá, sau là Tiểu Chủng viện Thánh Giuse chi nhánh Vũng Tàu (1920) Nhà thờ Hạnh Thông Tây (1921), Tu viện Mến Thánh Giá Kim Đôi (tiền thân của Dòng Con Đức Mẹ Đi Viếng Huế) và Trường Saint Denis thuộc Institut des Frères du Sacré-Coeur (tiền thân của Dòng Thánh Tâm Huế) (1925), Nhà Phước Thiện Thủ Đức (nay là Làng Thiếu Niên Thủ Đức) (1933), Chủng viện Thừa Sai Kontum (1935), đầu tư máy móc in ấn cho nhà in Tân Định...
Với những đóng góp to lớn trên, ông đã được Tòa Thánh phong tặng tước Huân chương Hiệp sĩ Tòa Thánh Sylvester ngày 25 tháng 9 năm 1927, và được Triều đình Huế phong tặng Lạc Sơn Nam Tước vào ngày 5 tháng 9 năm 1943.
Ngoài căn biệt thự số 37-39 Taberd (nay là đường Nguyễn Du) là địa chỉ liên lạc, ông còn biệt thự Mont-Moye (Lạc Sơn) tại Thủ Đức. Trên thực tế, ông Lê Phát An thường ở biệt thự Mont-Moye, vì căn biệt thự số 37-39 cũng là nơi ở thời thơ ấu của Nam Phương Hoàng Hậu. Sau khi vợ qua đời, ông cho xây biệt thự Mont-Joye mới tại Hạnh Thông Tây, Gò Vấp. Hiện nay biệt thự tại Gò Vấp vẫn còn giữ được nguyên vẹn, và được dùng làm Ủy ban Nhân dân Quận Gò Vấp. 

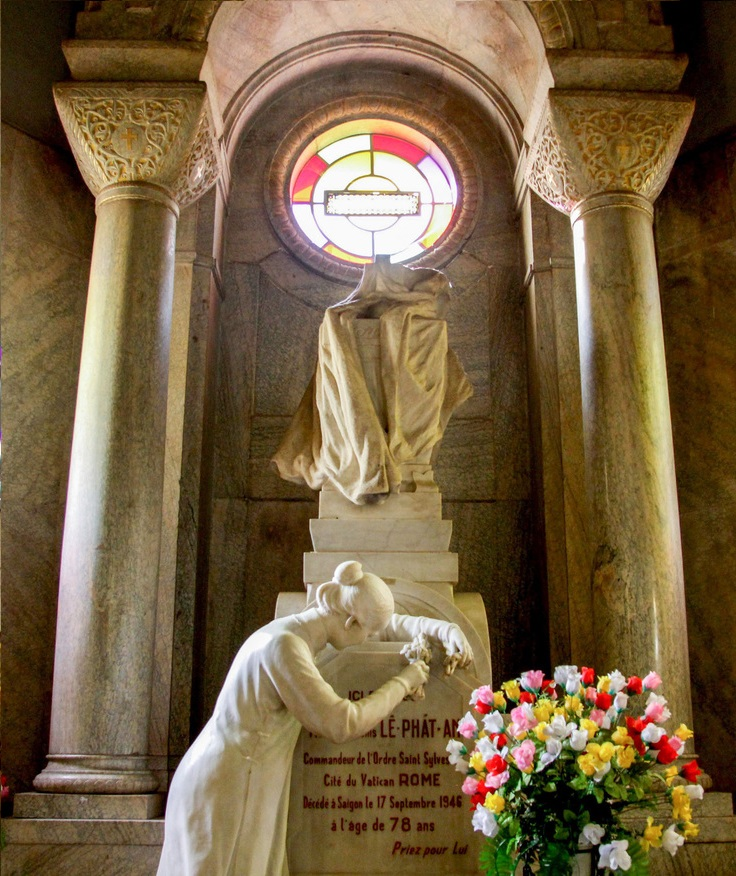
Mộ ông Denis Lê Phát An trong Nhà thờ Hạnh Thông Tây

Ông mất ngày 17 tháng 9 năm 1946 tại Bệnh viện Saint Paul Sài Gòn, hưởng thọ 78 tuổi. Khi ông qua đời, vì tình hình chiến sự, gia đình thân thích không thể có mặt đầy đủ, nên tang lễ được các dì Saint Paul và một số người thân thích đứng ra phụ trách. Ông được an táng trong lòng nhà thờ Hạnh Thông Tây.

## Gia đình
Gia đình ông có khá đông anh em như Lê Thị Bình, Lê Phát Thanh, Lê Phát Vĩnh, Lê Phát Tân... Theo đánh giá của nhiều người thì dù các anh em ông được sống trong điều kiện vật chất đầy đủ từ nhỏ, nhưng do được vợ chồng ông Lê Phát Đạt dạy dỗ chu đáo nên hết thảy đều là những người thông minh, hiểu biết và biết phát huy tiềm lực kinh tế của gia đình. Cụ thể, người con trai cả Lê Phát Thanh quản lý đồn điền cao su, cà phê, mở xưởng khai thác gỗ tại Nghệ An, Lê Phát Tân quản lý đất đai tại quê nhà Tân An và đồn điền cao su Long Thành, Lê Phát Vĩnh quản lý tài sản hải ngoại của gia tộc tại Pháp và Bỉ, mở hãng dệt Lê Phát tại Cầu Kho. Bà Lê Thị Bình cùng chồng là ông Nguyễn Hữu Hào quản lý ruộng đất tại Long Thạnh Mỹ và đồn điền trà Blao. 
Ông Lê Phát An cũng là cậu ruột (người miền Nam gọi anh của mẹ là cậu) của Nam Phương hoàng hậu, con của bà Maria Lê Thị Bình. Vì ông bà Lê Phát An không có con, nên họ coi cô Nguyễn Hữu Thị Lan như con của mình. Trong những năm học ở Pháp, chính ông bà là người đài thọ cho cô cháu gái của mình. Năm 1934, nhân dịp gả cháu gái ra Huế làm Hoàng hậu, ông Phát An đã tặng cho cô cháu gái Nguyễn Hữu Thị Lan 1 triệu đồng tiền mặt tương đương 20.000 lượng vàng để làm của hồi môn.

## Ngôi mộ cổ
Ngôi mộ của ông Lê Phát An và vợ Trần Thị Thơ ở hai bên hông nhà thờ Hạnh Thông Tây, gần cung thánh. Bia mộ của ông và bà đều chỉ ghi nơi và năm mất (bà Thơ mất tại Thủ Đức ngày 18 tháng 1 năm 1932, thọ 60 tuổi). Hai mộ của ông bà khiến cảm giác tổng thể nhà thờ này nhìn như hình một cây thánh giá với phần đầu là cung thánh, hai nhà mồ lồi ra như thanh ngang, phần đuôi là loạt ghế dành cho giáo dân chạy dài đến cửa chính nhà thờ.
Trước mộ bà Thơ là một bức tượng ông An đang quỳ cầu nguyện và ngược lại trước mộ của ông An là tượng vợ ông đang ôm choàng lấy bia mộ. Hai bức tượng này được tạc bằng đá cẩm thạch trắng còn phần mộ thì làm bằng đá hoa cương.
Hai pho tượng của ông bà được chạm khắc sống động, tinh tế và cảm động rõ từng nét. Tượng ông Lê Phát An đầu đội khăn đóng, mặc áo dài quỳ trên gối. Đặc biệt, trước gối quỳ có đặt một bó hoa mà ông dành tặng cho vợ. Tượng ông thể hiện đôi lông mày rậm, có để ria mép. Phía trước ngực là hai bàn tay ông đang đan vào nhau, đưa lên với nét mặt thành kính như đang cầu nguyên và trầm ngâm, nói chuyện với vợ mình. Tượng của bà cũng được chạm khắc đầy tinh tế đến từng chi tiết nhỏ vô cùng sống động, rất thật.
Hai bức tượng và mộ của ông bà Lê Phát An do hai kiến trúc sư và điêu khắc gia người Pháp nổi tiếng A.Contenay và Paul Ducuing thực hiện. Ông P.Ducuing từng là người làm tượng cho lăng vua Khải Định.

## Làm mai cho Hoàng đế
Đến khi Nguyễn Hữu Thị Lan trường thành, trong thời gian ông ở Đà Lạt mở đồn điền, Ông Phát An được ông Darle, Đốc lý thành phố Đà Lạt mời ông và cô cháu gái Nguyễn Hữu Thị Lan đến dự tiệc ở khách sạn Palace. Ông An đã cố thuyết phục cô cháu gái ruột đến tham dự với lời hứa là "chỉ đến tham dự một chút, vái chào nhà vua xong là về". Cô cháu gái xinh đẹp của ông đã miễn cưỡng đồng ý đến dự. 
Tại buổi tiệc, cô Lan và Hoàng đế Bảo Đại đã có dịp biết nhau. Cuộc gặp gỡ này đã khởi đầu cho sự kiện trọng đại: cô Nguyễn Hữu Thị Lan trở thành Nam Phương Hoàng hậu vào năm 1934.